# José Carlos Mariátegui

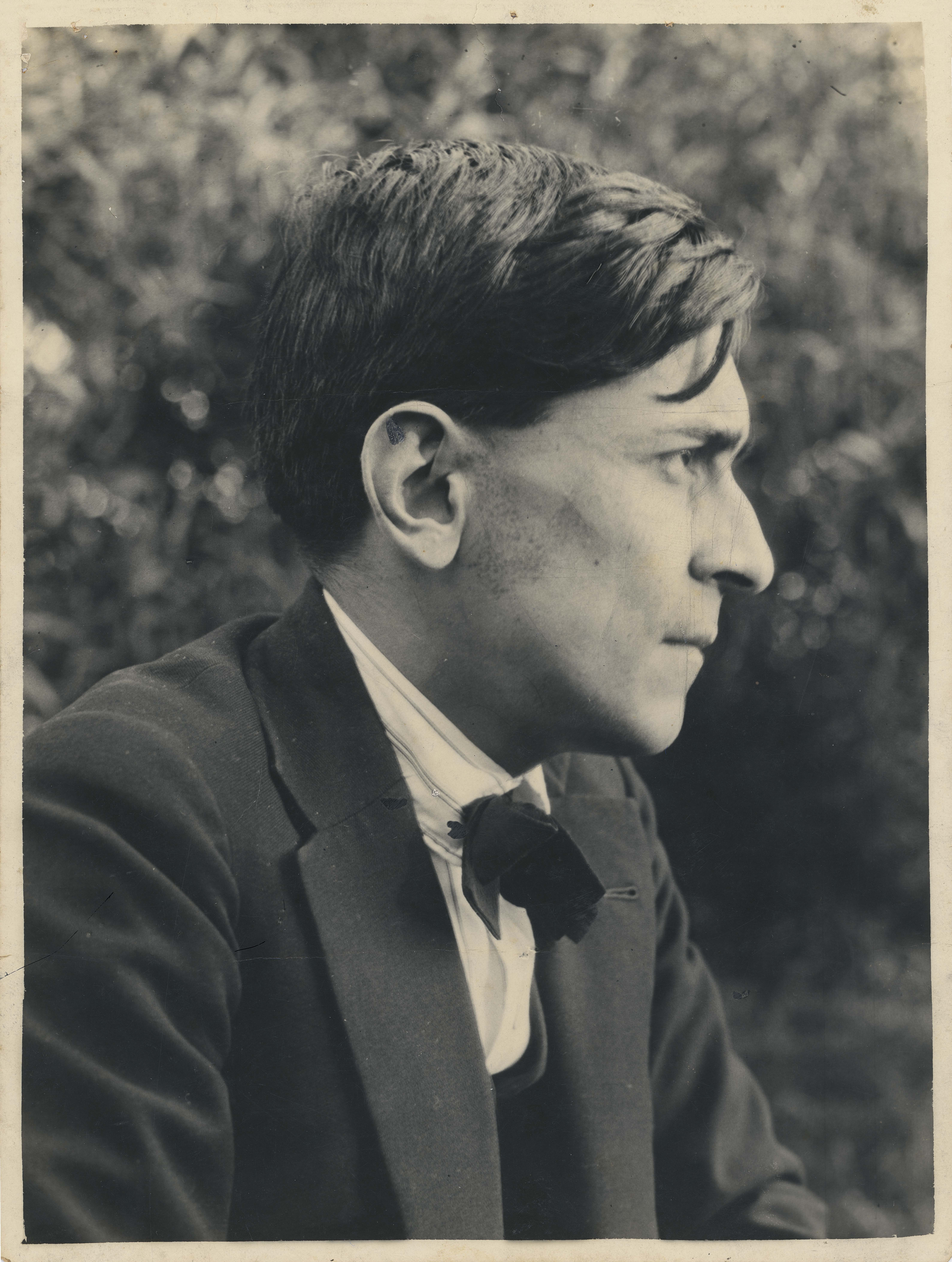
José Carlos Mariátegui in 1928

José Carlos Mariátegui La Chira (Moquegua, 14 juni 1894 – Lima, 16 april 1930) was een Peruviaans journalist, politiek filosoof en activist.
Hij wordt beschouwd als een van de invloedrijkste socialisten in Zuid-Amerika van de twintigste eeuw. Zijn werk 7 Ensayos de Interpretación de la Realidad Peruana (1928) is wijdverspreid. Hij was een autodidact Marxist en was van mening dat de socialistische revolutie in Latijns-Amerika zelf moest beginnen op basis van lokale omstandigheden en gebruiken en niet als Europese importmethode. Hij was oprichter van de Peruaanse Communistische Partij.
- Biblioteca Nacional de España: XX871329
- Bibliothèque nationale de France: cb11914536d (data)
- Catàleg d'autoritats de noms i títols de Catalunya: 981058601604406706
- CiNii: DA02149060
- Gemeinsame Normdatei: 118781901
- International Standard Name Identifier: 0000 0003 6864 4382
- Library of Congress Control Number: n50044831
- Bibliotheek van het Japanse parlement: 00471049
- Nationale Bibliotheek van Tsjechië: jo2004244401
- Nationale Bibliotheek van Israël: 987007264903905171
- Nationale Bibliotheek van Polen: a0000002975686
- Nederlandse Thesaurus van Auteursnamen: 069872260
- Istituto Centrale per il Catalogo Unico: RAVV053229
- LIBRIS: 74398
- SNAC: w6ck0p1t
- Système universitaire de documentation: 027009394
- Trove: 913185
- Virtual International Authority File: 76303758
- WorldCat: E39PBJxrWbfTjH6c4wQ4VkrjG3